# KNVB-Pokal 1998/99
Der KNVB-Pokal 1998/99 (unter Sponsorenschaft auch Amstel-Cup) war die 81. Auflage des niederländischen Fußball-Pokalwettbewerbs. An ihr nahmen die 18 Mannschaften der Eredivisie, die 18 Teams der Eerste Divisie und 31 Vertreter aus dem Amateurbereich teil.
Pokalsieger wurde Titelverteidiger Ajax Amsterdam. Das Team setzte sich im Finale gegen Fortuna Sittard durch. Der Sieger erhielt einen Startplatz im UEFA-Pokal.

## Modus
Die K.-o.-Spiele wurden in einer Begegnung entschieden. Bei unentschiedenem Ausgang gab es eine Verlängerung von zweimal 15 Minuten und gegebenenfalls ein Elfmeterschießen. Die Sieger der Vorrunde qualifizierten sich für die Gruppenphase. Dort spielte jedes Team in einer einfachen Runde gegen die anderen Gruppengegner. Die Erst- und Zweitplatzierten kamen in die nächste Runde.
Nach den Gruppenspielen wurde in den K.-o.-Runden bei einem Unentschieden und der darauffolgenden Verlängerung die Partie bei einem weiteren Treffer durch das Golden Goal entschieden.

## Teilnehmende Teams
| Eredivisie (18) | Eredivisie (18) | Eerste Divisie (18) | Eerste Divisie (18) |
| --- | --- | --- | --- |
| - Ajax Amsterdam - PSV Eindhoven - Feyenoord Rotterdam - SC Heerenveen - Vitesse Arnheim - Willem II Tilburg - NAC Breda - BV De Graafschap - MVV Maastricht | - NEC Nijmegen - Roda JC Kerkrade - Fortuna Sittard - Sparta Rotterdam - FC Twente Enschede - FC Utrecht - RKC Waalwijk - AZ Alkmaar ▲ - Cambuur Leeuwarden ▲ | - FC Groningen ▼ - FC Volendam ▼ - ADO Den Haag - BVO Emmen - FC Den Bosch - FC Dordrecht '90 - SBV Eindhoven - Excelsior Rotterdam - Go Ahead Eagles | - HFC Haarlem - SC Heracles Almelo '74 - Helmond Sport - TOP Oss - RBC Roosendaal - SC Telstar 1963 - BV Veendam - VVV-Venlo - FC Zwolle |
| Gewinner der Amateurligen (8) | | | |
| - Alphense Racing Club - BVV Barendrecht | - SV De Treffers - VV Gemert | - HVV Hollandia - VV IJsselmeervogels | - Sparta Rotterdam II - Vitesse Arnheim II                                                                                               |
| Gewinner des Bezirkspokals (8) | | | |
| - AGOVV Apeldoorn - VV Drachten | - Feyenoord Rotterdam II - VV Nijenrodes | - SV Panningen - RKSV Schijndel | - Stormvogels Telstar - VSV Tonegido |

## Vorrunde
Es nahmen nur Amateurmannschaften teil.
| Datum      |                | Ergebnis |                  |
| ---------- | -------------- | -------- | ---------------- |
| 30.05.1998 | ACV Assen      | 3:1      | SVV Scheveningen |
| 30.05.1998 | VV Katwijk     | 5:0      | SC Genemuiden    |
| 30.05.1998 | SV Spakenburg  | 0:3      | VV Appingedam    |
| 30.05.1998 | SV Urk         | 4:1      | SV Hatert        |
| 01.06.1998 | RKSV Halsteren | 4:1      | AFC '34 Alkmaar  |
| 01.06.1998 | WSC Waalwijk   | 4:1      | VV Capelle       |
|            | FC Lisse       | Freilos  |                  |
|            | VV SHO         | Freilos  |                  |
|            | RKSV UDI ’19   | Freilos  |                  |

## Gruppenphase
An ihr nahmen die 9 Sieger der Vorrunde, 12 Clubs der Eredivisie 1997/98 (Platz 7 bis 18), mit dem AZ Alkmaar der Meister der Eerste Divisie, die 17 Clubs der Eerste Divisie 1997/98 (Platz 2 bis 18), sechs Sieger der höchsten Amateurliga, die acht Gewinner des Bezirkspokals und die zwei besten Reservemannschaften.

### Gruppe 1
| Datum      |                        | Ergebnis |                        |
| ---------- | ---------------------- | -------- | ---------------------- |
| 11.08.1998 | RKC Waalwijk           | 1:1      | FC Den Bosch           |
| 12.08.1998 | WSC Waalwijk           | 1:1      | VV Katwijk             |
| 15.08.1998 | FC Den Bosch           | 4:0      | VV Katwijk             |
| 15.08.1998 | Feyenoord Rotterdam II | 2:3      | RKC Waalwijk           |
| 18.08.1998 | FC Den Bosch           | 3:1      | Feyenoord Rotterdam II |
| 18.08.1998 | RKC Waalwijk           | 3:1      | WSC Waalwijk           |
| 26.08.1998 | VV Katwijk             | 2:1      | RKC Waalwijk           |
| 26.08.1998 | Feyenoord Rotterdam II | 2:0      | WSC Waalwijk           |
| 02.09.1998 | WSC Waalwijk           | 1:9      | FC Den Bosch           |
| 02.09.1998 | VV Katwijk             | 3:2      | Feyenoord Rotterdam II |

| Pl. | Verein                     | Sp. | S | U | N | Tore    | Diff. | Punkte |
| --- | -------------------------- | --- | - | - | - | ------- | ----- | ------ |
| 1.  | FC Den Bosch (D)           | 4   | 3 | 1 | 0 | 017:300 | +14   | 10     |
| 2.  | RKC Waalwijk (E)           | 4   | 2 | 1 | 1 | 008:600 | +2    | 07     |
| 3.  | VV Katwijk (A)             | 4   | 2 | 1 | 1 | 006:800 | −2    | 07     |
| 4.  | Feyenoord Rotterdam II (A) | 4   | 1 | 0 | 3 | 007:900 | −2    | 03     |
| 5.  | WSC Waalwijk (A)           | 4   | 0 | 0 | 4 | 003:150 | −12   | 0      |

### Gruppe 2
| Datum      |                 | Ergebnis |                 |
| ---------- | --------------- | -------- | --------------- |
| 11.08.1998 | RKSV UDI ’19    | 0:1      | RKSV Halsteren  |
| 11.08.1998 | Fortuna Sittard | 3:0      | Helmond Sport   |
| 14.08.1998 | RKSV Halsteren  | 1:4      | Fortuna Sittard |
| 15.08.1998 | Helmond Sport   | 2:2      | RKSV UDI ’19    |
| 26.08.1998 | RKSV Halsteren  | 2:4      | Helmond Sport   |
| 26.08.1998 | RKSV UDI ’19    | 0:1      | Fortuna Sittard |

| Pl. | Verein              | Sp. | S | U | N | Tore    | Diff. | Punkte |
| --- | ------------------- | --- | - | - | - | ------- | ----- | ------ |
| 1.  | Fortuna Sittard (E) | 3   | 3 | 0 | 0 | 008:100 | +7    | 09     |
| 2.  | RKSV UDI ’19 (A)    | 3   | 1 | 1 | 1 | 005:400 | +1    | 04     |
| 3.  | Helmond Sport (D)   | 3   | 1 | 1 | 1 | 006:700 | −1    | 04     |
| 4.  | RKSV Halsteren (A)  | 3   | 0 | 0 | 3 | 004:110 | −7    | 0      |

### Gruppe 3
| Datum      |                     | Ergebnis |                     |
| ---------- | ------------------- | -------- | ------------------- |
| 11.08.1998 | NEC Nijmegen        | 4:1      | Go Ahead Eagles     |
| 11.08.1998 | SV De Treffers      | 2:1      | VV IJsselmeervogels |
| 15.08.1998 | Go Ahead Eagles     | 6:0      | SV De Treffers      |
| 15.08.1998 | VV IJsselmeervogels | 00:10    | NEC Nijmegen        |
| 02.09.1998 | VV IJsselmeervogels | 1:3      | Go Ahead Eagles     |
| 02.09.1998 | SV De Treffers      | 0:5      | NEC Nijmegen        |

| Pl. | Verein                  | Sp. | S | U | N | Tore    | Diff. | Punkte |
| --- | ----------------------- | --- | - | - | - | ------- | ----- | ------ |
| 1.  | NEC Nijmegen (E)        | 3   | 3 | 0 | 0 | 019:100 | +18   | 09     |
| 2.  | Go Ahead Eagles (D)     | 3   | 2 | 0 | 1 | 010:500 | +5    | 06     |
| 3.  | SV De Treffers (A)      | 3   | 1 | 0 | 2 | 002:120 | −10   | 03     |
| 4.  | VV IJsselmeervogels (A) | 3   | 0 | 0 | 3 | 002:150 | −13   | 0      |

### Gruppe 4
| Datum      |                    | Ergebnis |                    |
| ---------- | ------------------ | -------- | ------------------ |
| 11.08.1998 | AGOVV Apeldoorn    | 1:3      | Vitesse Arnheim II |
| 11.08.1998 | Heracles Almelo    | 1:2      | FC Twente Enschede |
| 14.08.1998 | Vitesse Arnheim II | 2:3      | FC Twente Enschede |
| 14.08.1998 | AGOVV Apeldoorn    | 2:2      | Heracles Almelo    |
| 02.09.1998 | FC Twente Enschede | 7:1      | AGOVV Apeldoorn    |
| 02.09.1998 | Heracles Almelo    | 2:1      | Vitesse Arnheim II |

| Pl. | Verein                 | Sp. | S | U | N | Tore    | Diff. | Punkte |
| --- | ---------------------- | --- | - | - | - | ------- | ----- | ------ |
| 1.  | FC Twente Enschede (E) | 3   | 3 | 0 | 0 | 012:400 | +8    | 09     |
| 2.  | Heracles Almelo (D)    | 3   | 1 | 1 | 1 | 005:500 | ±0    | 04     |
| 3.  | Vitesse Arnheim II (A) | 3   | 1 | 0 | 2 | 006:600 | ±0    | 03     |
| 4.  | AGOVV Apeldoorn (A)    | 3   | 0 | 1 | 2 | 004:120 | −8    | 01     |

### Gruppe 5
| Datum      |                     | Ergebnis |                     |
| ---------- | ------------------- | -------- | ------------------- |
| 11.08.1998 | Sparta Rotterdam II | 3:3      | Excelsior Rotterdam |
| 11.08.1998 | SC Telstar 1963     | 1:4      | FC Utrecht          |
| 15.08.1998 | FC Utrecht          | 7:1      | Sparta Rotterdam II |
| 15.08.1998 | SC Telstar 1963     | 2:2      | Excelsior Rotterdam |
| 02.09.1998 | FC Utrecht          | 5:3      | Excelsior Rotterdam |
| 02.09.1998 | Sparta Rotterdam II | 1:1      | SC Telstar 1963     |

| Pl. | Verein                  | Sp. | S | U | N | Tore    | Diff. | Punkte |
| --- | ----------------------- | --- | - | - | - | ------- | ----- | ------ |
| 1.  | FC Utrecht (A)          | 3   | 3 | 0 | 0 | 016:500 | +11   | 09     |
| 2.  | Excelsior Rotterdam (D) | 3   | 0 | 2 | 1 | 008:100 | −2    | 02     |
| 3.  | SC Telstar 1963 (D)     | 3   | 0 | 2 | 1 | 004:700 | −3    | 02     |
| 4.  | Sparta Rotterdam II (A) | 3   | 0 | 2 | 1 | 005:110 | −6    | 02     |

### Gruppe 6
| Datum      |                  | Ergebnis |                  |
| ---------- | ---------------- | -------- | ---------------- |
| 11.08.1998 | ACV Assen        | 3:0      | VV Drachten      |
| 11.08.1998 | FC Zwolle        | 0:3      | BV De Graafschap |
| 15.08.1998 | VV Drachten      | 0:1      | BV De Graafschap |
| 15.08.1998 | ACV Assen        | 0:0      | FC Zwolle        |
| 26.08.1998 | FC Zwolle        | 13:00    | VV Drachten      |
| 26.08.1998 | BV De Graafschap | 4:0      | ACV Assen        |

| Pl. | Verein               | Sp. | S | U | N | Tore    | Diff. | Punkte |
| --- | -------------------- | --- | - | - | - | ------- | ----- | ------ |
| 1.  | BV De Graafschap (E) | 3   | 3 | 0 | 0 | 008:000 | +8    | 09     |
| 2.  | FC Zwolle (D)        | 3   | 1 | 1 | 1 | 013:300 | +10   | 04     |
| 3.  | ACV Assen (A)        | 3   | 1 | 1 | 1 | 003:400 | −1    | 04     |
| 4.  | VV Drachten (A)      | 3   | 0 | 0 | 3 | 000:170 | −17   | 0      |

### Gruppe 7
| Datum      |              | Ergebnis |                  |
| ---------- | ------------ | -------- | ---------------- |
| 11.08.1998 | NAC Breda    | 5:0      | TOP Oss          |
| 11.08.1998 | VSV Tonegido | 0:0      | FC Dordrecht '90 |
| 15.08.1998 | TOP Oss      | 1:2      | VSV Tonegido     |
| 15.08.1998 | VV SHO       | 0:2      | NAC Breda        |
| 18.08.1998 | TOP Oss      | 6:1      | VV SHO           |
| 18.08.1998 | NAC Breda    | 2:1      | FC Dordrecht '90 |
| 26.08.1998 | VV SHO       | 1:3      | FC Dordrecht '90 |
| 26.08.1998 | VSV Tonegido | 0:3      | NAC Breda        |
| 02.09.1998 | VSV Tonegido | 4:0      | VV SHO           |
| 02.09.1998 | TOP Oss      | 1:0      | FC Dordrecht '90 |

| Pl. | Verein               | Sp. | S | U | N | Tore    | Diff. | Punkte |
| --- | -------------------- | --- | - | - | - | ------- | ----- | ------ |
| 1.  | NAC Breda (E)        | 4   | 4 | 0 | 0 | 012:100 | +11   | 12     |
| 2.  | VSV Tonegido (A)     | 4   | 2 | 1 | 1 | 006:400 | +2    | 07     |
| 3.  | TOP Oss (D)          | 4   | 2 | 0 | 2 | 008:800 | ±0    | 06     |
| 4.  | FC Dordrecht '90 (D) | 4   | 1 | 1 | 2 | 004:400 | ±0    | 04     |
| 5.  | VV SHO (A)           | 4   | 0 | 0 | 4 | 002:150 | −13   | 0      |

### Gruppe 8
| Datum      |                      | Ergebnis |                      |
| ---------- | -------------------- | -------- | -------------------- |
| 11.08.1998 | Alphense Racing Club | 5:3      | BVV Barendrecht      |
| 11.08.1998 | ADO Den Haag         | 0:4      | Sparta Rotterdam     |
| 15.08.1998 | BVV Barendrecht      | 1:3      | ADO Den Haag         |
| 15.08.1998 | Alphense Racing Club | 0:8      | Sparta Rotterdam     |
| 26.08.1998 | ADO Den Haag         | 3:0      | Alphense Racing Club |
| 26.08.1998 | BVV Barendrecht      | 1:3      | Sparta Rotterdam     |

| Pl. | Verein                   | Sp. | S | U | N | Tore    | Diff. | Punkte |
| --- | ------------------------ | --- | - | - | - | ------- | ----- | ------ |
| 1.  | Sparta Rotterdam (E)     | 3   | 3 | 0 | 0 | 015:100 | +14   | 09     |
| 2.  | ADO Den Haag (D)         | 3   | 2 | 0 | 1 | 006:500 | +1    | 06     |
| 3.  | Alphense Racing Club (A) | 3   | 1 | 0 | 2 | 005:140 | −9    | 03     |
| 4.  | BVV Barendrecht (A)      | 3   | 0 | 0 | 3 | 005:110 | −6    | 0      |

### Gruppe 9
| Datum      |                  | Ergebnis |                  |
| ---------- | ---------------- | -------- | ---------------- |
| 11.08.1998 | Roda JC Kerkrade | 5:1      | SBV Eindhoven    |
| 11.08.1998 | RBC Roosendaal   | 3:2      | RKSV Schijndel   |
| 15.08.1998 | RBC Roosendaal   | 1:3      | SBV Eindhoven    |
| 15.08.1998 | RKSV Schijndel   | 0:5      | Roda JC Kerkrade |
| 18.08.1998 | Roda JC Kerkrade | 2:0      | RBC Roosendaal   |
| 18.08.1998 | RKSV Schijndel   | 1:3      | SBV Eindhoven    |

| Pl. | Verein               | Sp. | S | U | N | Tore    | Diff. | Punkte |
| --- | -------------------- | --- | - | - | - | ------- | ----- | ------ |
| 1.  | Roda JC Kerkrade (E) | 3   | 3 | 0 | 0 | 012:100 | +11   | 09     |
| 2.  | SBV Eindhoven (D)    | 3   | 2 | 0 | 1 | 007:700 | ±0    | 06     |
| 3.  | RBC Roosendaal (D)   | 3   | 1 | 0 | 2 | 004:700 | −3    | 03     |
| 4.  | RKSV Schijndel (A)   | 3   | 0 | 0 | 3 | 003:110 | −8    | 0      |

### Gruppe 10
| Datum      |                | Ergebnis |                |
| ---------- | -------------- | -------- | -------------- |
| 11.08.1998 | SV Panningen   | 1:2      | VV Gemert      |
| 11.08.1998 | VVV-Venlo      | 1:1      | MVV Maastricht |
| 15.08.1998 | SV Panningen   | 0:6      | VVV-Venlo      |
| 15.08.1998 | VV Gemert      | 0:2      | MVV Maastricht |
| 26.08.1998 | VVV-Venlo      | 9:1      | VV Gemert      |
| 26.08.1998 | MVV Maastricht | 4:0      | SV Panningen   |

| Pl. | Verein             | Sp. | S | U | N | Tore    | Diff. | Punkte |
| --- | ------------------ | --- | - | - | - | ------- | ----- | ------ |
| 1.  | VVV-Venlo (D)      | 3   | 2 | 1 | 0 | 016:200 | +14   | 07     |
| 2.  | MVV Maastricht (E) | 3   | 2 | 1 | 0 | 007:100 | +6    | 07     |
| 3.  | VV Gemert (A)      | 3   | 1 | 0 | 2 | 003:120 | −9    | 03     |
| 4.  | SV Panninge (A)    | 3   | 0 | 0 | 3 | 001:120 | −11   | 0      |

### Gruppe 11
| Datum      |               | Ergebnis |               |
| ---------- | ------------- | -------- | ------------- |
| 11.08.1998 | FC Groningen  | 7:0      | BVO Emmen     |
| 11.08.1998 | VV Appingedam | 1:1      | SV Urk        |
| 15.08.1998 | SV Urk        | 0:4      | FC Groningen  |
| 15.08.1998 | VV Appingedam | 0:4      | BVO Emmen     |
| 25.08.1998 | BVO Emmen     | 5:3      | SV Urk        |
| 25.08.1998 | FC Groningen  | 1:0      | VV Appingedam |

| Pl. | Verein            | Sp. | S | U | N | Tore    | Diff. | Punkte |
| --- | ----------------- | --- | - | - | - | ------- | ----- | ------ |
| 1.  | FC Groningen (D)  | 3   | 3 | 0 | 0 | 012:000 | +12   | 09     |
| 2.  | BVO Emmen (D)     | 3   | 2 | 0 | 1 | 009:100 | −1    | 06     |
| 3.  | VV Appingedam (A) | 3   | 0 | 1 | 2 | 001:600 | −5    | 01     |
| 4.  | SV Urk (A)        | 3   | 0 | 1 | 2 | 004:100 | −6    | 01     |

### Gruppe 12
| Datum      |                    | Ergebnis |                    |
| ---------- | ------------------ | -------- | ------------------ |
| 11.08.1998 | VV Nijenrodes      | 1:5      | HVV Hollandia      |
| 11.08.1998 | FC Volendam        | 1:2      | Cambuur Leeuwarden |
| 15.08.1998 | VV Nijenrodes      | 0:4      | Cambuur Leeuwarden |
| 15.08.1998 | HVV Hollandia      | 0:0      | FC Volendam        |
| 25.08.1998 | FC Volendam        | 7:1      | VV Nijenrodes      |
| 25.08.1998 | Cambuur Leeuwarden | 3:2      | HVV Hollandia      |

| Pl. | Verein                 | Sp. | S | U | N | Tore    | Diff. | Punkte |
| --- | ---------------------- | --- | - | - | - | ------- | ----- | ------ |
| 1.  | Cambuur Leeuwarden (E) | 3   | 3 | 0 | 0 | 009:300 | +6    | 09     |
| 2.  | FC Volendam (D)        | 3   | 1 | 1 | 1 | 008:300 | +5    | 04     |
| 3.  | HVV Hollandia (A)      | 3   | 1 | 1 | 1 | 007:400 | +3    | 04     |
| 4.  | VV Nijenrodes (A)      | 3   | 0 | 0 | 3 | 002:160 | −14   | 0      |

### Gruppe 13
| Datum      |                     | Ergebnis |                     |
| ---------- | ------------------- | -------- | ------------------- |
| 11.08.1998 | FC Lisse            | 1:8      | AZ Alkmaar          |
| 11.08.1998 | Stormvogels Telstar | 0:2      | HFC Haarlem         |
| 15.08.1998 | AZ Alkmaar          | 4:1      | Stormvogels Telstar |
| 15.08.1998 | BV Veendam          | 1:1      | FC Lisse            |
| 18.08.1998 | HFC Haarlem         | 0:4      | AZ Alkmaar          |
| 18.08.1998 | Stormvogels Telstar | 0:2      | BV Veendam          |
| 26.08.1998 | HFC Haarlem         | 3:1      | FC Lisse            |
| 26.08.1998 | AZ Alkmaar          | 1:2      | BV Veendam          |
| 02.09.1998 | FC Lisse            | 2:2      | Stormvogels Telstar |
| 02.09.1998 | BV Veendam          | 1:1      | HFC Haarlem         |

| Pl. | Verein                  | Sp. | S | U | N | Tore    | Diff. | Punkte |
| --- | ----------------------- | --- | - | - | - | ------- | ----- | ------ |
| 1.  | AZ Alkmaar (E)          | 4   | 3 | 0 | 1 | 017:400 | +13   | 09     |
| 2.  | BV Veendam (D)          | 4   | 2 | 2 | 0 | 006:300 | +3    | 08     |
| 3.  | HFC Haarlem (D)         | 4   | 2 | 1 | 1 | 006:600 | ±0    | 07     |
| 4.  | FC Lisse (A)            | 4   | 0 | 2 | 2 | 005:140 | −9    | 02     |
| 5.  | Stormvogels Telstar (A) | 4   | 0 | 1 | 3 | 003:100 | −7    | 01     |

## K.-o.-Runde

### 2. Runde
Die sechs Klubs der Eredivisie 1997/98, die im Europapokal spielten (Ajax, PSV, Vitesse, Feyenoord), stiegen in dieser Runde ein. Ab dieser Runde wurde das Golden Goal in der Verlängerung angewandt.
| Datum      |                         | Ergebnis              |                        |
| ---------- | ----------------------- | --------------------- | ---------------------- |
| 20.10.1998 | Feyenoord Rotterdam (E) | 2:1 n.GG              | ADO Den Haag (D)       |
| 27.10.1998 | AZ Alkmaar (E)          | 3:1                   | MVV Maastricht (E)     |
| 27.10.1998 | Fortuna Sittard (E)     | 5:0                   | RKC Waalwijk (E)       |
| 27.10.1998 | Roda JC Kerkrade (E)    | 2:1 n.GG              | BV Veendam (D)         |
| 27.10.1998 | FC Twente Enschede (E)  | 2:1                   | VVV-Venlo (D)          |
| 27.10.1998 | Vitesse Arnheim (E)     | 3:0                   | FC Volendam (D)        |
| 28.10.1998 | Ajax Amsterdam (E)      | 9:0                   | RKSV UDI ’19 (A)       |
| 28.10.1998 | Go Ahead Eagles (D)     | 3:2                   | BV De Graafschap (E)   |
| 28.10.1998 | Willem II Tilburg (E)   | 0:2                   | FC Zwolle (D)          |
| 29.10.1998 | SBV Eindhoven (D)       | 3:1                   | FC Den Bosch (D)       |
| 04.11.1998 | Sparta Rotterdam (E)    | 0:0 n. V. (4:5 i. E.) | Cambuur Leeuwarden (E) |
| 25.11.1998 | FC Utrecht (E)          | 2:2 n. V. (5:4 i. E.) | NEC Nijmegen (E)       |
| 28.11.1998 | Heracles Almelo (D)     | 0:0 n. V. (4:5 i. E.) | NAC Breda (E)          |
| 01.12.1998 | FC Groningen (D)        | 2:0                   | VSV Tonegido (A)       |
| 09.12.1998 | BVO Emmen (D)           | 3:2                   | SC Heerenveen (E)      |
| 15.12.1998 | Excelsior Rotterdam (D) | 0:5                   | PSV Eindhoven (E)      |

### Achtelfinale
| Datum      |                        | Ergebnis |                         |
| ---------- | ---------------------- | -------- | ----------------------- |
| 02.02.1999 | BVO Emmen (D)          | 2:0      | Cambuur Leeuwarden (E)  |
| 02.02.1999 | PSV Eindhoven (E)      | 2:0      | AZ Alkmaar (E)          |
| 02.02.1999 | FC Twente Enschede (E) | 2:5      | Fortuna Sittard (E)     |
| 02.02.1999 | Vitesse Arnheim (E)    | 4:0      | NAC Breda (E)           |
| 03.02.1999 | SBV Eindhoven (D)      | 2:1      | FC Groningen (D)        |
| 03.02.1999 | FC Zwolle (D)          | 5:2      | Go Ahead Eagles (D)     |
| 04.02.1999 | Roda JC Kerkrade (E)   | 0:3      | Ajax Amsterdam (E)      |
| 04.02.1999 | FC Utrecht (E)         | 1:2      | Feyenoord Rotterdam (E) |

### Viertelfinale
| Datum      |                         | Ergebnis |                     |
| ---------- | ----------------------- | -------- | ------------------- |
| 09.03.1999 | SBV Eindhoven (E)       | 0:5      | PSV Eindhoven (E)   |
| 09.03.1999 | Fortuna Sittard (E)     | 3:1      | BVO Emmen (D)       |
| 10.03.1999 | Feyenoord Rotterdam (E) | 2:1 n.GG | Vitesse Arnheim (E) |
| 24.03.1999 | FC Zwolle (D)           | 1:2      | Ajax Amsterdam (E)  |

### Halbfinale
| Datum      |                    | Ergebnis |                         |
| ---------- | ------------------ | -------- | ----------------------- |
| 13.04.1999 | PSV Eindhoven (E)  | 1:3      | Fortuna Sittard (E)     |
| 14.04.1999 | Ajax Amsterdam (E) | 2:1      | Feyenoord Rotterdam (E) |

### Finale
| Ajax Amsterdam                     | Ajax Amsterdam | Fortuna Sittard | Fortuna Sittard |
| ---------------------------------- | --- | --- | --------------- |
| Ajax Amsterdam                     | \| 17. Mai 1999 in De Kuip, Rotterdam \| \| Ergebnis: 2:0 (2:0) \| \| Zuschauer: 25.000 \| \| Schiedsrichter: Jaap Uilenberg \| \| Spielbericht \|                                                                           | \| 17. Mai 1999 in De Kuip, Rotterdam \| \| Ergebnis: 2:0 (2:0) \| \| Zuschauer: 25.000 \| \| Schiedsrichter: Jaap Uilenberg \| \| Spielbericht \|                                                                                                | Fortuna Sittard |
| Ajax Amsterdam                     | Edwin van der Sar – Mario Melchiot, Richard Witschge, Sunday Oliseh, Tim de Cler – Peter Hoekstra, Jari Litmanen , Andrzej Rudy – Wamberto (26. Benni McCarthy), Schota Arweladse, Jesper Grønkjær. Cheftrainer: Jan Wouters | Arno van Zwam – Ervin Lee, Robert Roest, Kevin Hofland, Edwin Hermans – François Gesthuizen (52. Ronald Hammig), Ruud Krol, Jaromír Paciorek, Wilfred Bouma (72. Marco Heering) – Michael Jeffrey, Regillio Simons. Cheftrainer: Bert van Marwijk | Fortuna Sittard |
| Ajax Amsterdam                     | 1:0 Jesper Grønkjær (12.) 2:0 Jesper Grønkjær (15.) | | Fortuna Sittard |
| Ajax Amsterdam                     | Ervin Lee, Kevin Hofland | | Fortuna Sittard |
| 17. Mai 1999 in De Kuip, Rotterdam | | |                 |
| Ergebnis: 2:0 (2:0)                | | |                 |
| Zuschauer: 25.000                  | | |                 |
| Schiedsrichter: Jaap Uilenberg     | | |                 |
| Spielbericht                       | | |                 |